# Мальтальяти, Роберто
Роберто Мальтальяти (итал. Roberto Maltagliati; род. 7 апреля 1969, Кугджоно, Ломбардия) — итальянский футболист, игравший на позиции защитника. По завершении карьеры стал тренером.

## Биография
За свою более чем восемнадцатилетнюю карьеру, Мальтальяти провел семь сезонов в Серии А. Он играл за «Парму», «Торино», «Пьяченцу», «Анкону» и «Кальяри». Затем он переехал в «Специю», где помог команде в сезоне 2005—2006 годов стать победителем в Серии C1/A и повыситься в Серию B.
С июля 2012 года на тренерской работе.